# Amsterdam
Amsterdam este capitala oficială a Țărilor de Jos, însă instituțiile fundamentale ale statului (parlamentul, guvernul și Curtea supremă de justiție) își au sediul în Haga.
Linia de apărare fortificată din Amsterdam a fost înscrisă în anul 1996 pe lista patrimoniului cultural mondial UNESCO.

## Etimologie
Termenul de Amsterdam provine din alăturarea cuvintelor dam (în neerlandeză însemnând baraj) și cuvântul Amstel (râu ce străbate orașul). Pe plan local, orașului i se mai zice și Mokum (oraș pe limba idiș).

## Istoric
Prima atestare documentară a numelui Amsterdam o reprezintă un document emis la 27 octombrie 1275 de contele Floris al V-lea de Olanda și Zeelanda. Data exactă la care Amsterdam a primit drepturile de oraș este incertă, dar cel mai probabil este că episcopul de Utrecht Guy de Avesnes a fost cel care a conferit aceste drepturi în 1306.
Începând cu secolul al XIV-lea, Amsterdam a înflorit, datorită comerțului pe care îl practica cu orașele din Liga Hanseatică. În 1345 s-a produs un miracol euharistic lângă Kalverstraat, Amsterdam devenind un oraș de pelerinaj până la convertirea populației la protestantism.
Secolul al XVII-lea este considerat Era de aur a Amsterdamului. La începutul secolului Amsterdam devine unul dintre cele mai bogate orașe din lume. Din portul orașului, plecau vase comerciale spre Marea Baltică, America de Nord, Africa, Indonezia sau Brazilia formându-se astfel bazele rețelei mondiale de comerț.
Celebra toleranță a calviniștilor (Amsterdam fiind numit „orașul dizidenților”) poate fi atribuită credinței în predestinare și spiritului comercial, care au dus la o anumită indiferență benignă față de ce religie au alții.
Secolele al XVII-lea și al XIX-lea au însemnat declinul prosperității. Războaiele cu Anglia și Franța și-au pus amprenta pe economia orașului. În timpul războaielor napoleoniene averea orașului a atins punctul minim, însă, odată cu formarea Regatului Țărilor de Jos în 1815, lucrurile încep ușor să se amelioreze.
După ocupația napoleoniană, nu se mai face din punct administrativ distincție între sat și oraș, de aceea Amsterdamul este azi o comună.
Sfârșitul secolului al XIX-lea este numit A doua eră de aur a orașului Amsterdam. Au fost construite muzee noi, o stație de tren și Concertgebouw-ul, o sală de concerte considerată în primele 3 ale lumii. În această perioadă, revoluția industrială ajunge în Amsterdam. Se construiește Canalul Amsterdam-Rin, pentru a oferi orașului legătură directă cu Râul Rin, și canalul care oferea portului o legătură mai scurtă cu Marea Nordului. Cele două canale au îmbunătățit considerabil comunicațiile orașului cu restul continentului.

## Amsterdamul multicultural

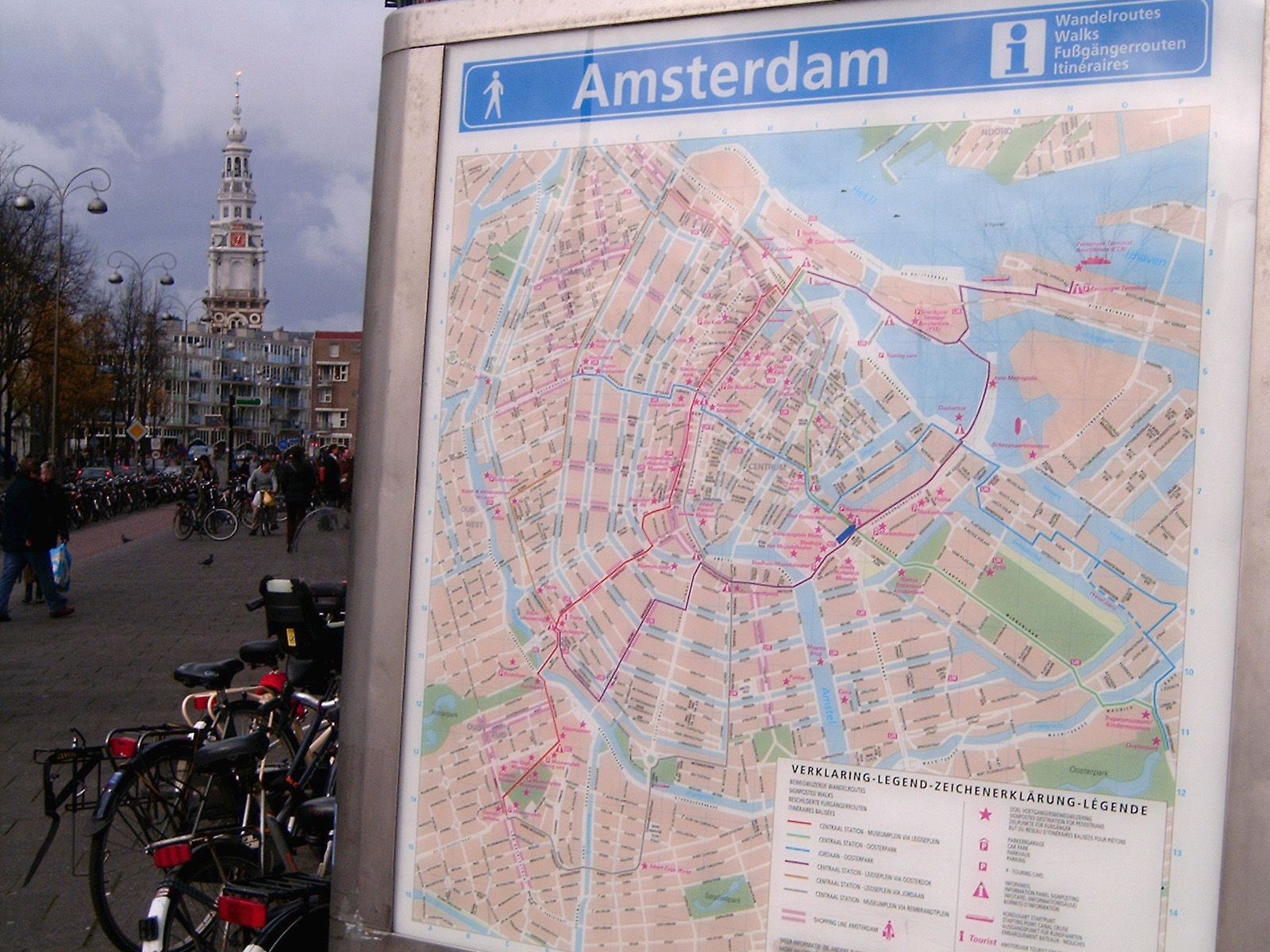
Amsterdam

Amsterdam a avut mereu o populație mixtă. În trecut, în capitala Țărilor de Jos s-au stabilit mulți străini: francezi protestanți, flamanzi și evrei. Atitudinea tolerantă a locuitorilor orașului era căutată de mulți imigranți. Orașul se bucurase timpuriu de libertatea cultelor religioase. La creșterea demografică a Amsterdamului au contribuit și contingente de numeroși imigranți frizoni, germani și scandinavi.
După 1960, în Țările de Jos au migrat numeroși muncitori turci și marocani. Mulți s-au stabilit în Amsterdam. După proclamarea independenței coloniei neerlandeze Surinam, în 1975, în Amsterdam au sosit și locuitori din acest teritoriu. În anii ’80 a început o revoluție demografică, Amsterdamul devenind oraș multicultural.
În 2005, populația Amsterdamului era autohtonă în proporție de doar aproximativ 45%. Însă în categoriile de vârstă de până la 18 ani, majoritatea locuitorilor e autohtonă. În mai multe cartiere se practică totuși segregarea: neerlandezii înstăriți se concentrează în jurul centrului, iar străinii se mută în zonele periferice Amsterdam Sud și Amsterdam Vest.

## Demografie
La 1 iulie 2006, municipiul Amsterdam avea 741.623 de locuitori.
- Locuitori: +/- 740.000
- Autohtoni: 45%
- Naționalități: 173

## Steag

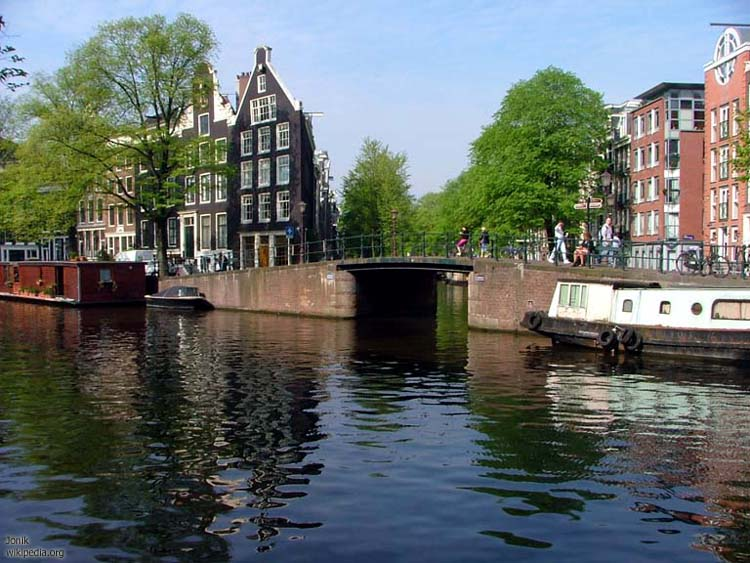
Canalele Prinsengracht și Bloemgracht

Steagul orașului Amsterdam are trei cruci ale Sf. Andrei, plasate orizontal. Semnificația heraldică a crucilor este necunoscută, însă unii istorici sunt de părere că simbolizează cele trei calamități care au devastat orașul: ciuma, inundațiile și focul. După cel de-al doilea război mondial, Amsterdam a primit deviza heldhaftig, vastberaden, barmhartig (eroic, dârz, milostiv) pentru atitudinea orașului în cadrul rezistenței naționale față de invadatori.

## Administrație

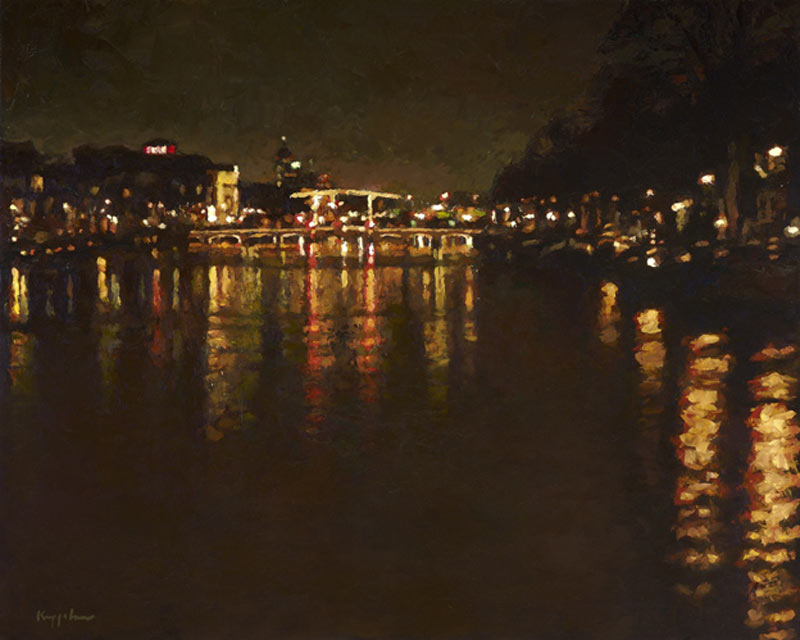
Râul Amstel noaptea

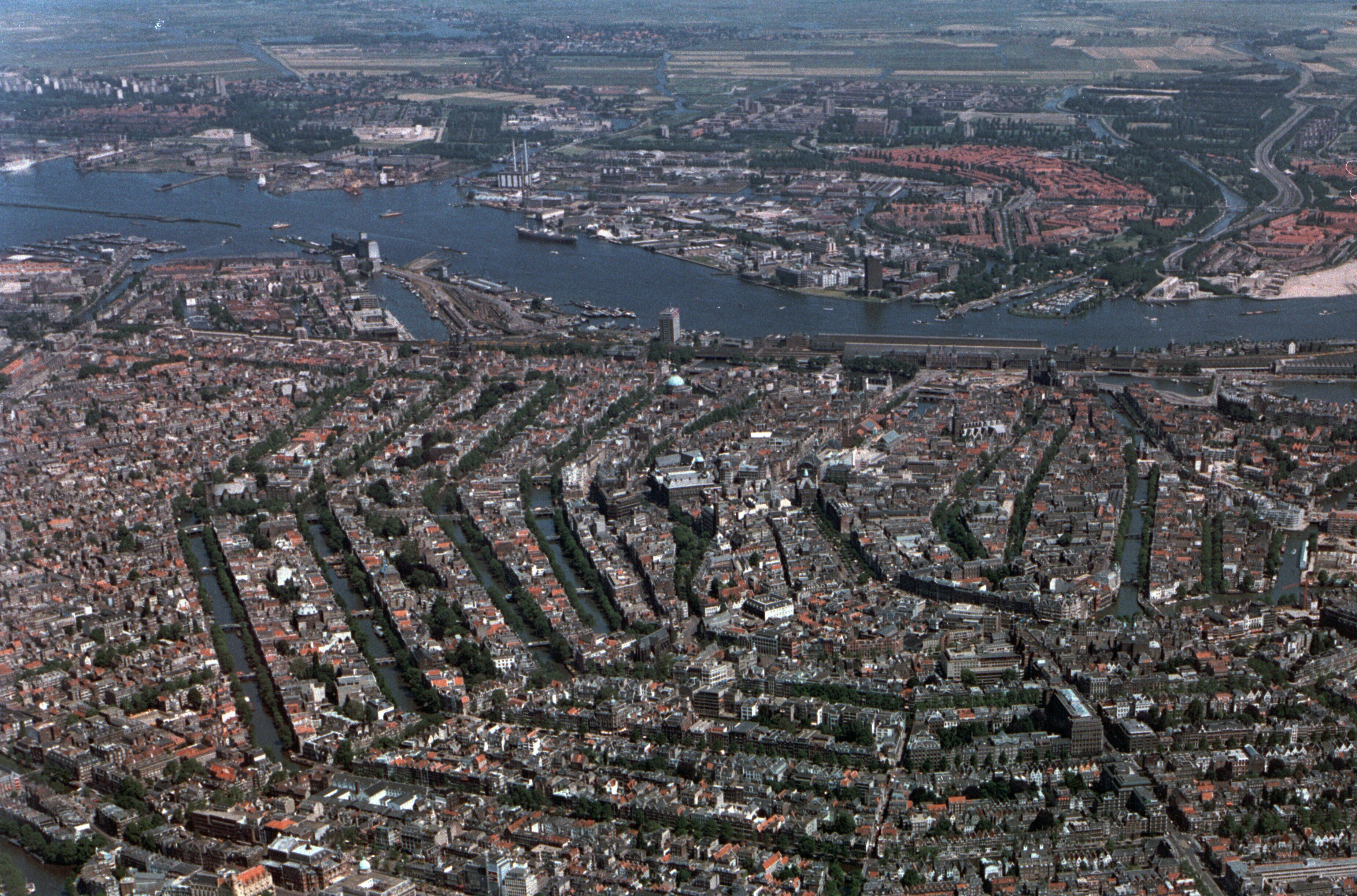
Centrul istoric văzut de sus

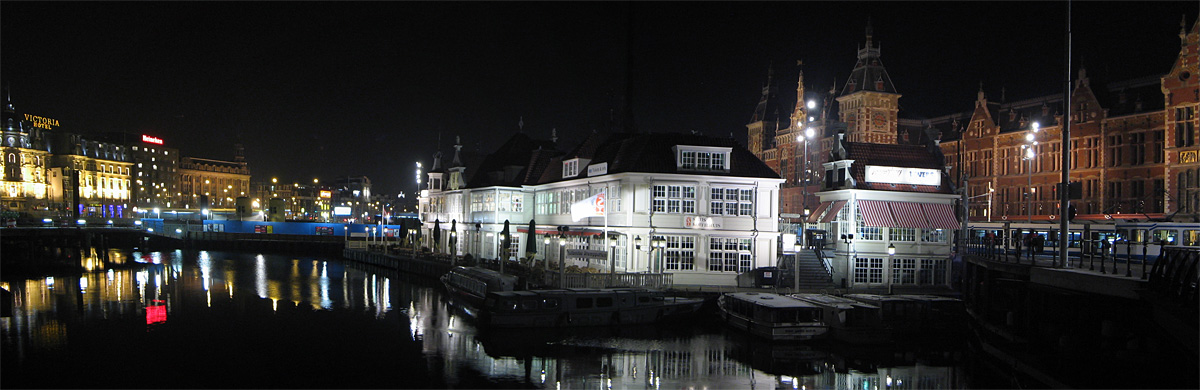
Centraal Station, Stationsplein/Gara Centrală

Municipiul Amsterdam este împărțit în 14 sectoare administrative:
- Centrum
- Westpoort
- Westerpark
- Oud-West
- Zeeburg
- Bos en Lommer
- De Baarsjes
- Amsterdam-Noord
- Geuzenveld-Slotermeer
- Osdorp
- Slotervaart
- Zuidoost
- Oost-Watergraafsmeer
- Oud-Zuid
- Zuider Amstel

Fiecare sector este autonom și are câte un primar ales - cu excepția sectorului Westpoort (Portul), care este administrat central. Amsterdam face parte din regiunea Randstad.
De aproape un secol, Amsterdam are preponderent o orientare politică de stânga. Social-democrații, (Partij van de Arbeid - Partidul Muncii), au influențat considerabil politica ultimelor câtorva decenii. Personalități marcante, ca Wibaut Miranda au jucat un rol important în Amsterdam. În afară de Partidul Muncii au fost și alte partide de stânga, mai radicale, cu atitudini anarhiste, de exemplu partidul comunist al lui Domela sau gruparea Provo din anii ’60.